# Deewaar (film 2004)
Deewaar (hindi: दीवार, perski, urdu: دیوار tłumaczenie: Mur, ang.: "Deewaar: Let's Bring Our Heroes Home") – indyjski film sensacyjny z 2004 w reżyserii Milana Luthrii. W rolach głównych wystąpili Amitabh Bachchan, Sanjay Dutt i Akshaye Khanna.

## Fabuła
33 lata minęły od przegranej przez Pakistan wojny z Indiami. Rząd pakistański uparcie twierdzi, że w obozach pakistańskich nie są przetrzymywani żadni jeńcy z wojny z 1971 roku. Tymczasem podczas osiemnastej już udaremnionej próby ucieczki majorowi Ranbirowi Kaulowi (Amitabh Bachchan) udaje się przekazać na zewnątrz list. Gaurav (Akshaye Khanna), jego syn w Delhi jest wstrząśnięty. Całe życie przeżył w cieniu daremnego oczekiwania na powrót ojca z wojny. Kiedy okazuje się, że nie może liczyć na oficjalną pomoc, decyduje się sam uwolnić ojca z niewoli. Nielegalnie przekracza granicę Pakistanu. Narażając życie, wędruje przez wrogi Indusom kraj. W końcu dowiaduje się, gdzie uwięziono ojca i jego żołnierzy.

## Obsada
- Amitabh Bachchan – Major Ranvir Kaul
- Sanjay Dutt – Khan
- Akshaye Khanna – Gaurang Kaul
- Amrita Rao – Radhika
- Raghuvir Yadav – Jata
- Kay Kay Menon – Sohail
- Akhilendra Mishra
- Tanuja – żona Ranvira Kaula

## Muzyka
Autorem muzyki jest Aadesh Shrivastav. Teksty piosenek napisał Nusrat Badr.
- Ali Ali, – Kryszna, Shraddha Pandit i Vijayta (5:57)
- Chaliye Va Chaliye, – Roop Kumar Rathod i Udit Narayan (5:56)
- Kara Kaga, – Alka Yagnik (4:19)
- Marhaba Marhaba, – Sonu Nigam i Xenia Ali (5:18)
- Piya Bawri, – Alka Yagnik i Kailash Kher (4:52)
- Todenge Deewaar Hum, – Mukul Agrawal i Udit Narayuan (4:43)
- Marhaba Marhaba (remix), – Sonu Nigam i Xenia Ali (5:18)
- Piya Bawri (instrumentalny utwór) (4:52)